# Alessandro Mori Nunes
Alessandro Mori Nunes, noto come Alessandro (Assis Chateaubriand, 10 gennaio 1979), è un dirigente sportivo ed ex calciatore brasiliano, di ruolo difensore.

## Caratteristiche tecniche
Giocava come terzino destro.

## Carriera
Cresciuto nelle giovanili del Flamengo, ha giocato per Palmeiras, Cruzeiro e Grêmio. Alessandro ha anche disputato il Campeonato Brasileiro Série A 2007 con il Santos, non rinnovando il contratto e firmando per il Corinthians nel 2008.

## Palmarès

### Competizioni statali
- Campionato Carioca: 3

Flamengo: 1999, 2000, 2001
- Campionato Gaúcho: 1

Grêmio: 2006
- Campionato paulista: 2

Santos: 2007
Corinthians: 2009

### Competizioni nazionali
- Copa dos Campeões: 1

Flamengo: 2001
- Campionato brasiliano di seconda divisione: 3

Palmeiras: 2003
Grêmio: 2005
Corinthians: 2008
- Campionato ucraino: 1

Dinamo Kiev: 2003-2004
- Supercoppa d'Ucraina: 1

Dinamo Kiev: 2004
- Coppa del Brasile: 1

Corinthians: 2009
- Campionato brasiliano: 1

Corinthians: 2011

### Competizioni internazionali
- Coppa Libertadores: 1

Corinthians: 2012
- Coppa del mondo per club: 1

Corinthians: 2012